# Batman: Gotham by Gaslight (película)
Batman: Gotham by Gaslight es una película animada de superhéroes producido por Warner Bros. Animation y distribuido por Warner Bros. Home Entertainment. Es la trigésima película original animada del Universo DC. Es también la segunda película de Batman en ser clasificada R por su violencia. Está dirigida y producida por Sam Liu y escrita por James Krieg y basada en la novela gráfica del mismo nombre.

## Argumento
En la época victoriana, en Gotham City, Bruce Wayne esta operando como el vigilante vestido de murciélago, Batman, a quien tanto el culpable como el inocente temen.
Una noche, Batman salva a una pareja adinerada de ser robada por tres huérfanos (Dickie, Jason y Timmy) y derrota a su manejador abusivo, Big Bill Dust. 
Al mismo tiempo, Ivy, una hermosa huérfana convertida en bailarina exótica y prostituta, al salir de su trabajo es violentamente asesinada y se convierte en la víctima más reciente de un asesino en serie llamado Jack el Destripador, que se aprovecha de las mujeres pobres e indigentes de Gotham.
Los ciudadanos de Gotham creen que Batman y Jack son la misma persona. La actriz de teatro Selina Kyle, una protectora de las mujeres de "Skinner's End", regaña al comisionado de policía de Gotham, James Gordon y al jefe de policía Harvey "Bulldog" Bullock por no haber podido detener los asesinatos del Destripador. Más tarde esa noche, Selina actúa como cebo para el Destripador. Funciona, pero el Destripador toma la delantera durante su lucha hasta la llegada de Batman. Después de escapar, Batman le pide a Gordon que lo ayude a derribar al Destripador.
En el Monarch Theatre con su amigo Harvey Dent, Bruce conoce a Selina y los dos lazos en el Club Dioniso. Bruce se da cuenta de que no solo las dos fueron cuidadas por la hermana Leslie, sino que algunas de las chicas asesinadas eran huérfanas antes bajo el cuidado de Leslie. Bruce se da cuenta de que el Destripador apuntará a Leslie y se apresura a salvarla, pero es demasiado tarde; el Destripador ya la había asesinado. En la escena del crimen, Bruce encuentra un pin sangriento del Club Dioniso, lo que significa que el Destripador tiene que ser uno de los ricos de Gotham. En el funeral de la hermana Leslie, Bruce se encuentra con Hugo Strange, alegando que conoce al asesino y quiere reunirse con Batman. Bruce también se encuentra con Marlene, una anciana borracha que dice haberlo visto escabullirse cuando la hermana Leslie fue asesinada. El mayordomo de Bruce, Alfred, evita que los tres huérfanos lo saqueen y le ofrece trabajo.
En Arkham Asylum, el Destripador ataca a Strange y lo arroja a sus propios pacientes, quienes lo destrozan. Batman persigue al Destripador encima de una aeronave en una pelea que deja a Batman herido cuando la aeronave explota y el Destripador escapa. Batman es perseguido por la policía, solo para ser salvado por Selina cuando esta casi acorralado. Después de ver que Batman es Bruce, ella lo lleva a su casa, donde pasan la noche. Luego de que se descubre la muerte de Marlene, Bruce es arrestado y Dent, celoso del afecto de Selina, lo procesa como el Destripador.
Sentenciado a Blackgate Penitentiary después del juicio, Bruce se encuentra con Selina, quien lo insta a revelar su identidad como Batman para limpiar su nombre y ayudar a salvar a las chicas del Destripador. Cuando él se niega, ella decide decírselo a Gordon, revelando que tiene uno de sus batarangs. Al sobornar a un guardia para que entregue un mensaje codificado (que aparece como una serie de figuras de palo de baile) a su mansión, Bruce escapa después de generar una pelea en la prisión y se encuentra con los huérfanos, quienes le entregan su traje y una motocicleta steampunk.
Selina se encuentra con Gordon en la Feria Mundial de Gotham City y descubre con horror que él es el Destripador. Mientras busca a Selina en la casa de Gordon, Batman también se entera de esto cuando encuentra una habitación secreta que revela los horribles pasatiempos y el pasado de Gordon como cirujano del ejército durante la guerra civil estadounidense. Batman también conoce a la esposa y cómplice de Gordon, Barbara Eileen-Gordon, con cicatrices en el lado izquierdo de su rostro que la han vuelto loca, alabando a su esposo por "curar" sus pecados como mujer. Gordon inyecta una droga a Selina, pero ella logra usar su sangre y el reflector de la Feria para darle una señal a Batman.
Batman llega y pelea contra Gordon en una rueda de la fortuna, donde Gordon, loco mentalmente por su tiempo en la Guerra Civil, revela que su "trabajo sagrado" es librar a Gotham de lo que ve como basura, de los pobres a los criminales, pero también inmigrantes, analfabetos, prostitutas y anarquistas. La rueda de la fortuna se incendia y comienza a colapsar. Selina escapa de la rueda en llamas, mientras Batman derrota a Gordon usando un truco de esposas que le enseñó Houdini, solo para ver a Gordon permitirse arder vivo. Batman y Selina son salvados por Alfred y los huérfanos, que ahora son los pupilos de Bruce Wayne. Mientras escapan, miran como se incendia la Feria Mundial y esperan que sea reemplazada por algo mejor

## Reparto
- Bruce Greenwood como Bruce Wayne/Batman.[2]
- Jennifer Carpenter como Selina Kyle.
- Anthony Stewart Head como Alfred Pennyworth.
- Chris Cox como Padre Callaghan.[3]
- John DiMaggio como Jefe Bullock.[4]
- David Forseth como Cyrus Gold.
- Grey DeLisle como Hermana Leslie/la voz de canto de Selina.
- Bob Joles como Alcalde Tolliver.
- Yuri Lowenthal como Harvey Dent.
- Lincoln Melcher como Dickie.
- Scott Patterson como James Gordon.
- William Salyers como Hugo Strange.
- Tara Strong como Marlene.
- Bruce Timm como Hombre de la radio de Arkham.
- Kari Wuhrer como Barbara-Eileen Gordon.